# Koleul
Koleul (en rus: Колеул) és un poble de l'óblast de Kémerovo, a Rússia, que en el cens del 2010 tenia 330 habitants, pertany al districte de Mariïnsk.